# The Cat and the Canary (1927)
The Cat and the Canary (bra: O Gato e o Canário) é um filme mudo estadunidense de 1927, do gênero comédia de terror, dirigido por Paul Leni.